# Mariafe Artacho del Solar

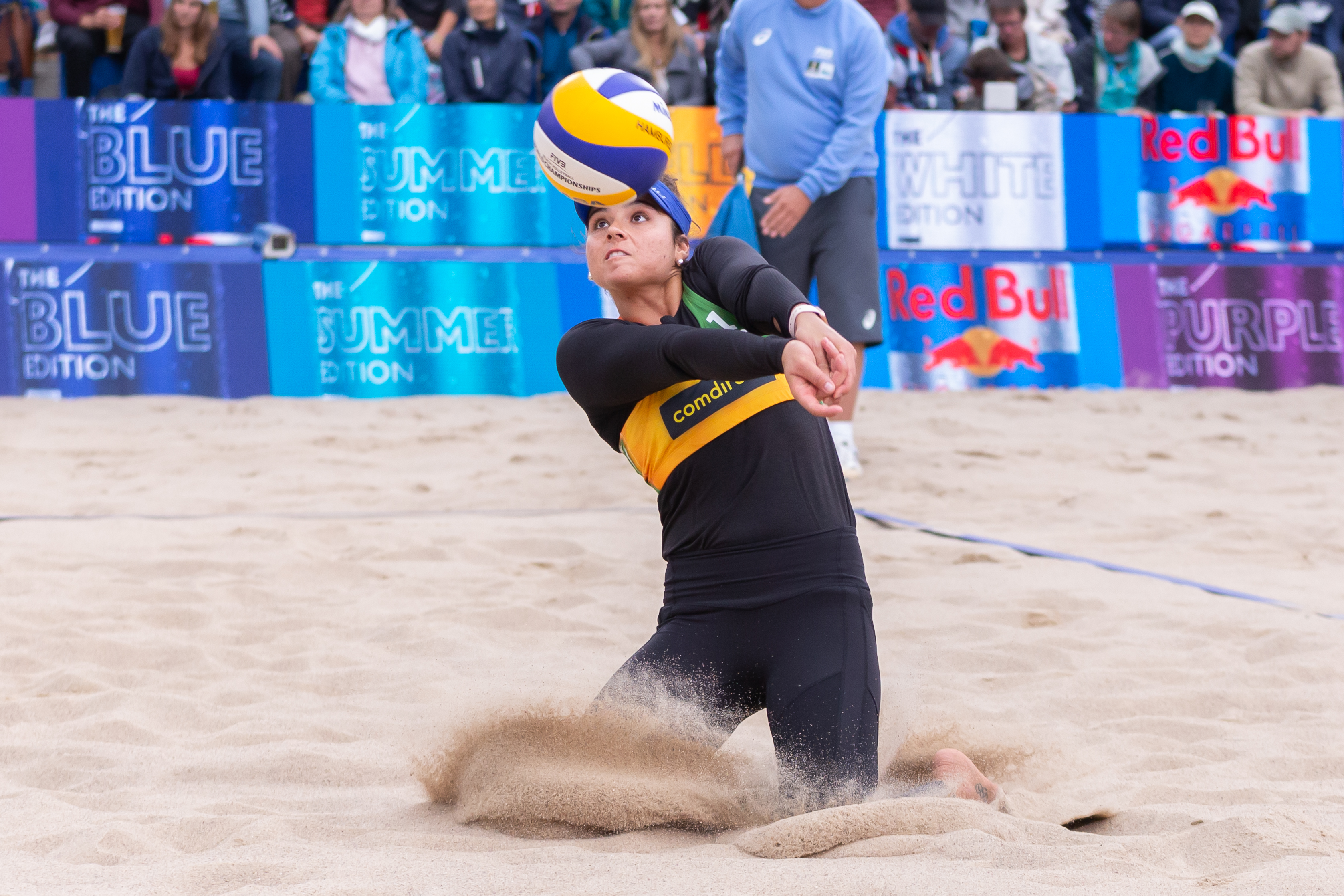
Artacho in actie tijdens de WK in Hamburg (2019)

Mariafe Artacho del Solar (Lima, 24 oktober 1993) is een Australisch beachvolleyballer van Peruviaanse afkomst. Met Taliqua Clancy won ze olympisch zilver, brons bij de wereldkampioenschappen en tweemaal zilver bij de Gemenebestspelen. Ze werd tweemaal Aziatisch kampioen en nam in totaal driemaal deel aan de Olympische Spelen.

## Carrière

### 2007 tot en met 2016
Artacho debuteerde in 2007 met Taylor Schulz in Montreal in de FIVB World Tour. De twee namen daarnaast deel aan de wereldkampioenschappen onder 19 in Mysłowice. Het jaar daarop deed Artacho met Zina Stone in Den Haag mee aan de volgende editie van het toernooi en in 2009 was ze met Jennifer Sadler actief op de WK onder 21 in Blackpool. Twee jaar later behaalde ze met Nicole Laird de negende plaats bij de WK onder 19 in Umag. In 2012 won ze met Taliqua Clancy de bronzen medaille bij de WK onder 21 in Halifax. Bij de Aziatische kampioenschappen in Haikou verloren Artacho en Clancy de troostfinale van het Chinese duo Ma Yuanyuan en Yue Yuan. Begin 2013 was ze met verschillende partners actief in het nationale circuit. Vanaf april vormde ze een team met Jessyka Ngauamo. Het duo won goud bij de AK onder 21 en behaalde bij de WK onder 21 in Umag en de WK onder 23 in Mysłowice respectievelijk de negende en zeventiende plaats. Bij de WK in Stare Jabłonki kwamen ze niet verder dan groepsfase.
Aan het eind van jaar wisselde Artacho van partner naar Laird met wie ze tot en met 2016 zou spelen. In november 2013 eindigden ze nog als vijfde bij de AK in Wuhan. Het jaar daarop waren ze vooral actief in de nationale en continentale competitie waar ze verschillende podiumplaatsen behaalden. Bij de AK in Jinjiang eindigde het duo opnieuw als vijfde. In de World Tour boekten ze met een negende plaats in Shanghai verder hun eerste toptienklassering en bij de WK onder 23 in Mysłowice wonnen Artacho en Laird de gouden medaille ten koste van het Amerikaanse duo Lara Dykstra en Jace Pardon. In 2015 bereikten ze bij de WK in Nederland de zestiende finale waar ze werden uitgeschakeld door het Braziliaanse tweetal Larissa França en Talita Antunes da Rocha. Daarnaast won het duo de bronzen medaille bij de AK in Hongkong door het Chinese duo Ma en Xia Xinyi in de troostfinale te verslaan. Het daaropvolgende seizoen wonnen ze bij de AK in Sydney zilver achter Xia en Xue Chen. Bij de Olympische Spelen in Rio de Janeiro kwamen Artacho en Laird niet verder dan groepsfase en na afloop ging het duo uit elkaar.

### 2017 tot en met 2024
Gedurende het seizoen 2017 speelde Artacho met verschillende partners in totaal elf wedstrijden in de World Tour. Met Brittany Kendall behaalde ze een vijfde plaats in zowel Shepparton als Langkawi en met Ngauamo won ze zilver in Sydney. In oktober vormde Artacho een team met Clancy en het tweetal behaalde zeges in Qinzhou en Sydney. In 2018 wonnen ze de zilveren medaille bij de Gemenebestspelen in eigen land. In Coolangatta verloren ze de finale van het Canadese duo Sarah Pavan en Melissa Humana-Paredes. Ze namen verder deel aan negen reguliere toernooien in de World Tour, waarbij ze twee overwinningen (Luzern en Espinho) en een derde plaats (Xiamen) behaalden. In Hamburg sloten ze het seizoen af met de bronzen medaille bij de World Tour Finals. Bovendien wonnen Artacho en Clancy goud bij de Aziatische kampioenschappen in Satun ten koste van het Chinese duo Xue en Wang Fan. Het daaropvolgende seizoen prolongeerde het tweetal hun Aziatische titel in Maoming tegen Wang en Xia. In de World Tour boekten ze een overwinning in Warschau, een tweede plaats in Jinjiang en een derde plaats in Xiamen. Daarnaast wonnen Clancy en Artacho de bronzen medaille bij de WK in Hamburg door het Zwitserse duo Nina Brunner en Tanja Hüberli in de troostfinale te verslaan.
Eind 2019 nam het duo deel aan twee toernooien van het volgende seizoen met een eerste plaats in Chetumal en een vierde plaats in Qinzhou als resultaat. In 2021 wonnen ze drie toernooien in de nationale competitie en speelden ze in aanloop naar de Spelen vier wedstrijden in de World Tour. Daarbij behaalden ze enkel toptienklasseringen met een overwinning in Cancun. Bij de Olympische Spelen in Tokio wonnen Artacho en Clancy de zilveren medaille nadat ze de finale verloren van het Amerikaanse tweetal April Ross en Alix Klineman. Het jaar daarop noteerden ze bij acht toernooien in de Beach Pro Tour – de opvolger van de World Tour – enkel toptienklasseringen en vier podiumplaatsen. Ze wonnen goud bij het Challenge-toernooi van Espinho, zilver in Kuşadası en brons bij de Elite16-toernooien van Gstaad en Torquay. Bij het Challenge-toernooi van Doha eindigden ze op een vierde plaats. Bij de WK in Rome bereikten Artacho en Clancy de kwartfinale die verloren werd van het Duitse duo Svenja Müller en Cinja Tillmann. Bij de Gemenebestspelen in Birmingham wonnen ze opnieuw het zilver achter Pavan en Humana-Paredes en bij de Aziatische kampioenschappen in Roi Et eindigden ze als tweede achter Alice Zeimann en Shaunna Polley uit Nieuw-Zeeland. Het duo sloot het seizoen af met een vierde plaats bij de seizoensfinale in Doha.
Artacho en Clancy namen in 2023 deel aan zeven Elite16-toernooien in de Pro Tour. Ze wonnen zilver in Uberlândia en brons in Doha en Tepic. Bij de WK in Tlaxcala eindigden ze op de vierde plaats. De halve finale werd verloren van titelverdedigers Ana Patrícia Ramos en Duda Lisboa uit Brazilië en in de wedstrijd om het brons was het Amerikaanse duo Kristen Nuss en Taryn Kloth in drie sets te sterk. Bij de Finals in Doha eindigden Artacho en Clancy eveneens op de vierde plaats, nadat ze de troostfinale verloren van Ana Patrícia en Duda. Het seizoen daarop kwamen ze bij vier Pro Tour-toernooien in actie met twee vijfde plaatsen (Stare Jabłonki en Wenen) als beste resultaat. Bij de Olympische Spelen in Parijs eindigde het duo op de vierde plaats. In de halve finale waren de latere kampioenen Ana Patrícia en Duda te sterk en in de wedstrijd om het brons verloren Artacho en Clancy in twee sets van Brunner en Hüberli.

## Palmares
Kampioenschappen
- 2012:  WK U21
- 2013:  AK U21
- 2014:  WK U23
- 2015:  AK
- 2016:  AK
- 2018:  Gemenebestspelen
- 2018:  AK
- 2019:  AK
- 2019:  WK
- 2021:  OS
- 2022: 5e WK
- 2022:  Gemenebestspelen
- 2022:  AK
- 2023: 4e WK
- 2024: 4e OS

FIVB World Tour
- 2017:  2* Sydney
- 2017:  3* Qinzhou
- 2017:  2* Sydney
- 2018:  4* Xiamen
- 2018:  3* Luzern
- 2018:  4* Espinho
- 2018:  World Tour Finals Hamburg
- 2019:  4* Xiamen
- 2019:  4* Jinjiang
- 2019:  4* Warschau
- 2019:  4* Chetumal
- 2021:  4* Cancun

Beach Pro Tour
- 2022:  Kuşadası Challenge
- 2022:  Elite16 Gstaad
- 2022:  Espinho Challenge
- 2022:  Elite16 Torquay
- 2023:  Elite16 Doha
- 2023:  Elite16 Tepic
- 2023:  Elite16 Uberlândia